# Maciej Strzelecki
Maciej Strzelecki (ur. 18 sierpnia 1987 w Bytomiu) – polski koszykarz grający na pozycji silnego skrzydłowego lub środkowego.
Debiutował w Bytomiu w UKS MOSM Bytom, z którego jako 18-latek został wypożyczony w 2005 do CKS 1924 Czeladź. Następnie podpisał kontrakt z Turowem Zgorzelec. W 2010 zadebiutował w 1. lidze w barwach Sokoła Łańcut. Dwa kolejne lata spędził w Inowrocławiu, broniąc barw miejscowego Sportino. W 2012 roku podpisał kontrakt ze Stalą Ostrów Wielkopolski, jednak po miesięcznym pobycie rozwiązał kontrakt i przeniósł się do drugoligowego zespołu z Katowic, pomagając drużynie utrzymać się w lidze i awansować do fazy play-off. W kolejnym sezonie Strzelecki podpisał kontrakt z brązowym medalistą poprzednich rozgrywek ligi słowackiej, zespołem BK 04 AC LB Spišská Nová Ves. Szybko został wiodącą postacią w zespole i znalazł się w gronie 10 najlepiej zbierających zawodników w lidze. W lutym 2014 roku przeniósł się do Polski. Podpisał kontrakt z ekstraklasowym zespołem Polpharma Starogard Gdański, po czteroletniej przerwie powracając na parkiety polskiej ekstraklasy.
Na początku grudnia 2015 podpisał kontrakt z Siarką Tarnobrzeg.
Pochodzi z koszykarskiej rodziny. Jego ojciec, Leszek, był także koszykarzem, reprezentantem Polski, podobnie jak jego matka, która grała w II-ligowym AZS-ie Gliwice. Jego młodszy brat występował w juniorach Śląska Wrocław.

## Przebieg kariery
- 2000–2005: UKS MOSM Bytom
- 2005–2006: CKS 1924 Czeladź
- 2006–2010: Turów Zgorzelec
- 2010: Sokół Łańcut
- 2010–2012: Sportino Inowrocław
- 2012–2013 Stal Ostrów Wielkopolski
- 2012–2013 AWF Mickiewicz Katowice
- 2013–2014 BK 04 AC LB Spišská Nová Ves
- 2014–2015 Polpharma Starogard Gdański
- 2015–2016 Siarka Tarnobrzeg
- 2016–2017: Kotwica Kołobrzeg
- 2017–2018: Pogoń Prudnik

## Osiągnięcia
Indywidualne
- Uczestnik meczu gwiazd U–21 polskiej ligi (2006)[3]